# Mahamadou Keita
Mahamadou Keita (* 1983) ist ein malischer Fußballschiedsrichter.
Seit 2011 steht er auf der Liste der FIFA-Schiedsrichter und leitet internationale Fußballspiele, unter anderem in der CAF Champions League.
Keita wurde bei zwei Afrika-Cups eingesetzt. Beim Afrika-Cup 2017 in Gabun und beim Afrika-Cup 2019 in Ägypten leitete er jeweils ein Spiel in der Gruppenphase. Darüber hinaus war er unter anderem bei der U-20-Afrikameisterschaft 2015 im Senegal und bei der Afrikanischen Nationenmeisterschaft 2018 in Marokko im Einsatz.